# ريناتو (لاعب كرة قدم)
ريناتو هو لاعب كرة قدم برازيلي في مركز الدفاع، ولد في 12 مايو 1984 في غوياس في البرازيل. لعب مع إنتر زابرشيتش ونادي شيروكي برييغ ونادي فيرانوبوليس.